# Rupa Huq
Rupa Asha Huq (bengali : রাবেয়া "রূপা" আশা হক , née le 2 avril 1972) est une femme politique, chroniqueuse et universitaire du parti travailliste britannique. Elle est députée d'Ealing Central et Acton depuis 2015. Elle est auparavant maître de conférences en sociologie à l'Université Kingston.

## Jeunesse
Huq est née à l'hôpital Queen Charlotte, Hammersmith, Londres, Angleterre, et grandit sur Brunswick Road, Ealing . Le père de Huq, Muhammad Huq, et sa mère, Rowshan Ara Huq, ont immigré en Grande-Bretagne en 1962 pour permettre à leurs enfants d'avoir de meilleures opportunités et un niveau d'éducation plus élevé qu'au Pakistan oriental (depuis 1971 Bangladesh) . 
Elle fréquente l'école primaire de Montpellier à Ealing. En 1980, à l'âge de huit ans, Huq est présentée dans le programme Look and Read de la BBC Schools lorsque le programme visite l'école . Pour ses études secondaires, elle fréquente l'école secondaire privée de Notting Hill et d'Ealing.
En 1993, elle obtient un diplôme de deuxième cycle en sciences politiques et sociales et en droit du Newnham College Cambridge. En 1999, elle termine un doctorat en études culturelles avec une thèse sur la culture des jeunes à l'Université de Londres-Est comparant les jeunes de l'Est de Londres et de la région Alsace en France  qui comprend un diplôme de troisième cycle à l'Université Strasbourg II en France au cours de laquelle elle travaille aussi au Parlement européen pour le Parti travailliste et l'eurodéputée travailliste Carole Tongue. En octobre 2017, Huq déclare à Sky News qu'elle a été harcelée sexuellement par un député européen à ce moment-là.

## Carrière d'enseignant
En 1998, Huq s'installe à Manchester. De 1998 à 2004, elle est conférencière à l'Université Victoria de Manchester  où elle est titulaire d'une bourse Leverhulme Trust.
De septembre 2004 à 2015, Huq est maître de conférences en sociologie et criminologie à l'Université Kingston  à la Faculté des arts et des sciences sociales . Elle a également enseigné les médias et les études culturelles.

## Carrière dans l'écriture et les médias
Huq contribue à Tribune, The Guardian, New Statesman, Progress magazine et The Times Higher Education Supplement. Elle est spécialisée principalement sur la culture des jeunes et la musique pop . Elle a un intérêt particulier pour David Bowie.
En 2006, son livre Au-delà de la sous-culture : jeunesse, pop et identité dans un monde post-colonial sur ces thèmes est publié. Il est ensuite l'un des cinq titres présélectionnés pour le prix commémoratif Philip Abrams 2007 de la British Sociological Association. En mai 2012, son deuxième livre Making Sense of Suburbia through Popular Culture est publié,. Huq contribue au livre de 2011 What Next for Labour? Des idées pour une nouvelle génération, publié par Queensferry Publishing. En 2013, ses livres On the Edge: The Contested Cultures of English Suburbia After 7/7 et Making Sense of Suburbia Through Popular Culture sont publiés.
Huq apparait sur Channel S et Bangla TV ainsi que Channel 4 News et BBC News 24 sur BBC Radio 4, BBC Radio 5 Live et BBC Asian Network.

## Début de carrière politique
Huq est assistante pour Tony Banks et Patricia Hewitt. En 2004, elle se présente comme candidate travailliste aux élections du Parlement européen dans le nord-ouest de l'Angleterre. En 2005, elle se présente comme candidate parlementaire travailliste à Chesham et Amersham aux élections générales de 2005.
En 2008, elle fait partie d'une délégation du gouvernement britannique pour les affaires étrangères et le Commonwealth « Comprendre l'islam » au Bangladesh.
En novembre 2013, Huq est choisie par les travaillistes comme candidate aux élections législatives pour Ealing Central et Acton contre la députée conservatrice Angie Bray aux élections générales de 2015,. En janvier 2015, elle est l'une des 15 candidates travaillistes ayant chacune reçu un soutien financier de 10 000 £ de Matthew Oakeshott, l'ancien démocrate libéral. Pendant la campagne électorale, Huq est malmenée par l'ancien vice-président de la branche conservatrice locale, Karim Sacoor, qui est filmé en train de tenter à plusieurs reprises de l'éloigner de Boris Johnson, qui fait campagne avec sa rivale conservatrice Angie Bray.

## Carrière parlementaire
En mai 2015, Huq remporte le siège d'Ealing Central et Acton avec 22 002 voix, battant la sortante Angie Bray qui obtient 21 728 voix.
En avril 2017, le Parti vert décide de ne pas présenter de candidat pour son siège aux élections générales, commentant : « Dans l'ensemble, nous aimons bien Rupa. Elle fait des déclarations assez importantes sur la représentation proportionnelle et Heathrow, ainsi que sur le changement climatique et les questions environnementales en ce qui concerne le Brexit". En juin 2017, lors des élections législatives, Huq conserve son siège avec une majorité renforcée.
En juin 2015, elle est l'une des 36 députés travaillistes à proposer Jeremy Corbyn comme candidat aux élections à la direction travailliste  bien qu'elle ait par la suite soutenu Yvette Cooper.
Elle soutient Owen Smith dans la tentative ratée de remplacer Jeremy Corbyn lors des élections à la direction du Parti travailliste de 2016.
Elle soutient Keir Starmer comme candidat aux élections à la direction du parti travailliste de 2020.

## Vie privée
Huq a un fils, Rafi (né en 2004),,. Sa sœur aînée, Nutun, est architecte. Sa sœur cadette est l'ancienne présentatrice de Blue Peter Konnie Huq.
Huq parle anglais, bengali, français et hindi.